# Кримська дирекція залізничних перевезень
Кримська дирекція залізничних перевезень — дирекція Придніпровської залізниці, що обслуговала Автономну Республіку Крим та Севастополь. До березня 2014 року також обслуговувала і південно-східну частину Херсонської та південно-західну частини Запорізької області. На території дирекції проживає приблизно 2,5 млн осіб.
15 березня 2014 року в результаті анексії Криму Росією фактично перейшла під керівництво ФДУП «Кримська залізниця». Місцезнаходження дирекції — Сімферополь. Найбільші станції — Джанкой, Севастополь, Євпаторія-Курорт, Феодосія та Керч.

## Історія
Вперше на кримському півострові залізниця з'явилася у 1854—1856 роках між Севастополем і Балаклавою, коли регіон в ході Кримської війни опинився під опікою Великої Британії. Залізниця поставляла вантажі з Балаклавської бухти на фронт. Однак, у 1856 році, коли Велика Британія згідно з Паризьким миром змушена була віддати Севастополь росіянам, залізницю було розібрано англійцями, а рейки продані Туреччині.
Залізничне сполучення між Кримським півостровом і материковою частиною Російської імперії було відкрито лише 1875 року. Споруджена російським магнатом Петром Губоніним залізниця сполучила Севастополь зі станцією Лозовою, яка на той час вже сполучала з Харковом та Москвою. 
У 1895 році залізниця була прокладена також до Євпаторії та Феодосії. Наприкінці 1880-х — початку 1900-х років розглядався також проєкт будівництва залізниці від Севастополя до Ялти, проте за часів імперії він не був втілений, а за радянські часи був визнаний небезпечним через високу сейсмічність регіону.

## Напрямки
З іншими залізничними дирекціями з'єднує:
- міжнародна двоколійна електрифікована лінія Сімферополь — Джанкой — Новоолексіївка — Мелітополь — Запоріжжя — Харків — Бєлгород — Москва;
- одноколійна неелектрифікована лінія Керч — Владиславівка — Джанкой — Херсон — Миколаїв (далі на Одесу, Західну Україну та Київ);
- пором Крим — Кавказ, що розташований у Керчі, який з'єднує Придніпровську залізницю Української залізниці та Північно-Кавказьку залізницю Російської залізниці.

Інші залізниці є лише відгалуженнями від попередніх. Найбільш значущими є:
- електрифікована одноколійна лінія Євпаторія — Острякове
- електрифікована одноколійна лінія Севастополь — Сімферополь
- неелектрифікована одноколійна лінія Феодосія — Владиславівка (на дільниці Керч — Джанкой).

## Пасажиропотік
До Кримської кризи 2014 року влітку пасажиропотік збільшувався в кілька разів, оскільки дирекція забезпечувала діяльність залізниці у найпопулярнішому серед туристів регіоні — в Криму.
З 27 грудня 2014 року, після припинення руху пасажирського та вантажного сполучення із материковою частиною України, залізниця Криму почали відігравати виключно місцеве значення.

## Межі дирекції
Межує з такими дирекціями:
| Назва дирекції        | Назва залізниці              | Кількість з'єднань | Дільниці з'єднання          | Магістральна лінія        |
| --------------------- | ---------------------------- | ------------------ | --------------------------- | ------------------------- |
| Запорізька дирекція   | Придніпровська залізниця     | 1                  | Новоолексіївка — Джанкой    | Крим — Москва             |
| Херсонська дирекція   | Одеська залізниця            | 1                  | Джанкой — Херсон            | Крим — Одеса              |
| Краснодарський регіон | Північно-Кавказька залізниця | 1                  | Багерове — Вишестеблієвська | Ростов-Головний — Джанкой |

## Галерея

Вокзали Кримської дирекції
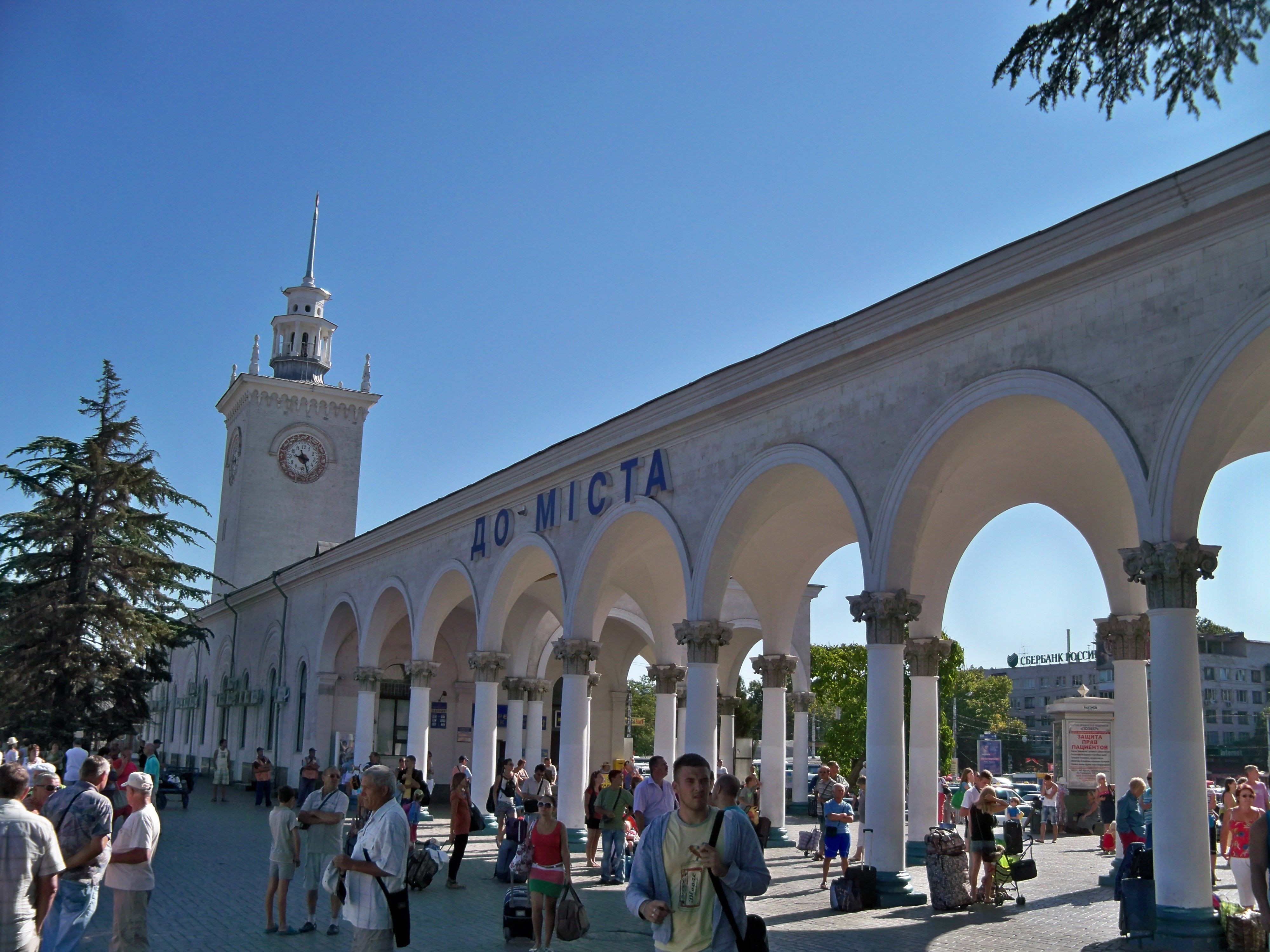
Сімферополь
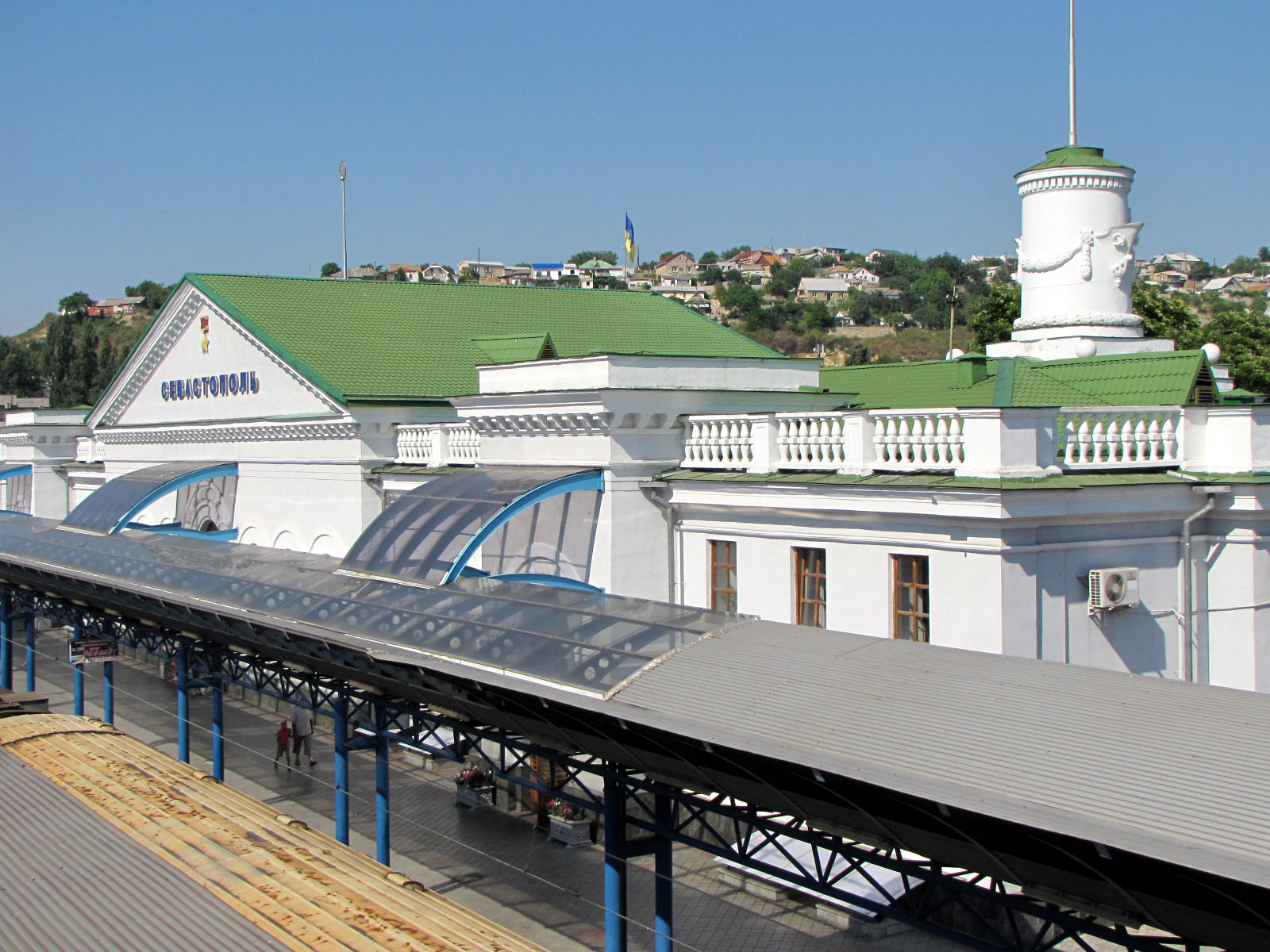
Севастополь
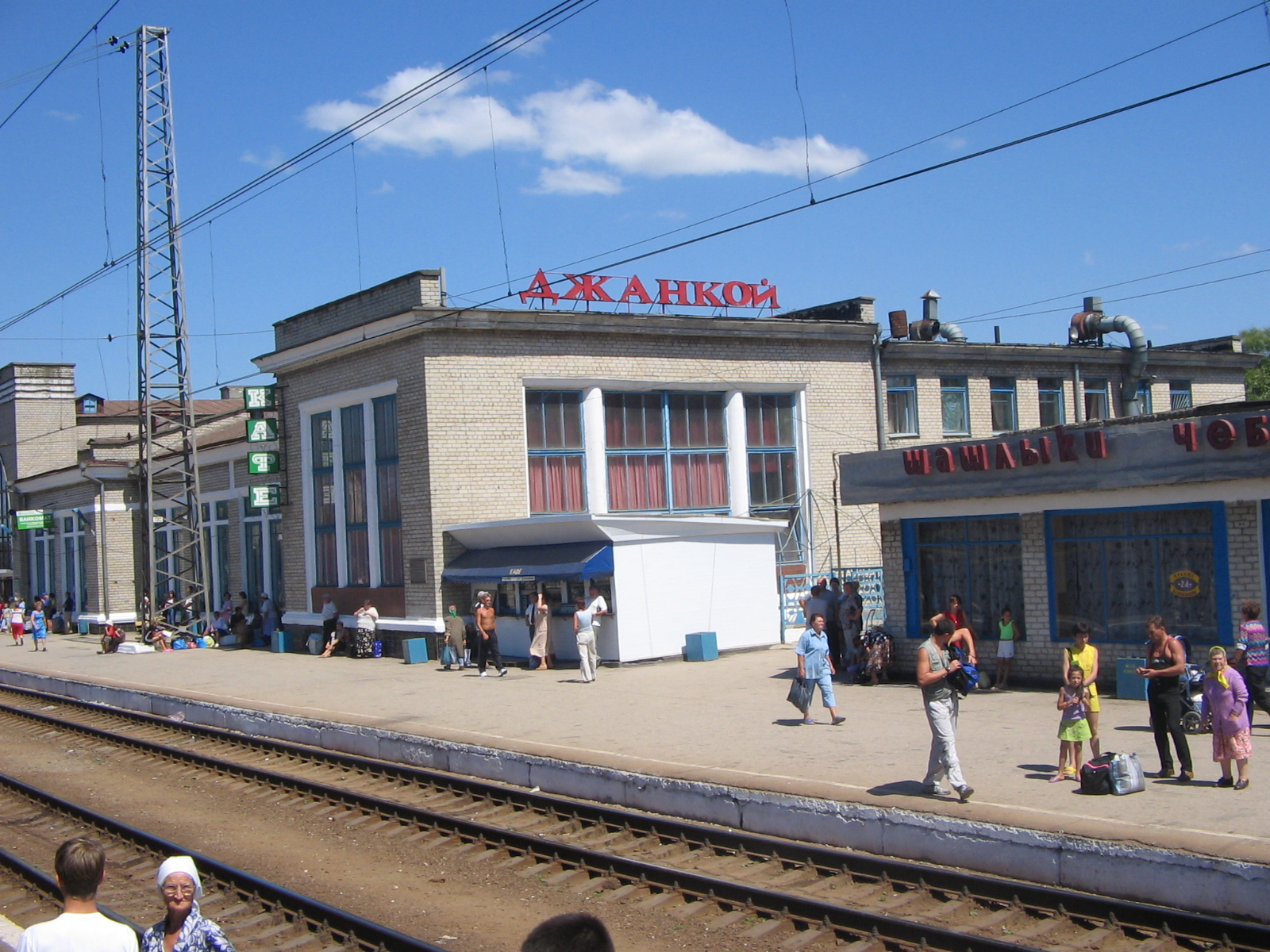
Джанкой
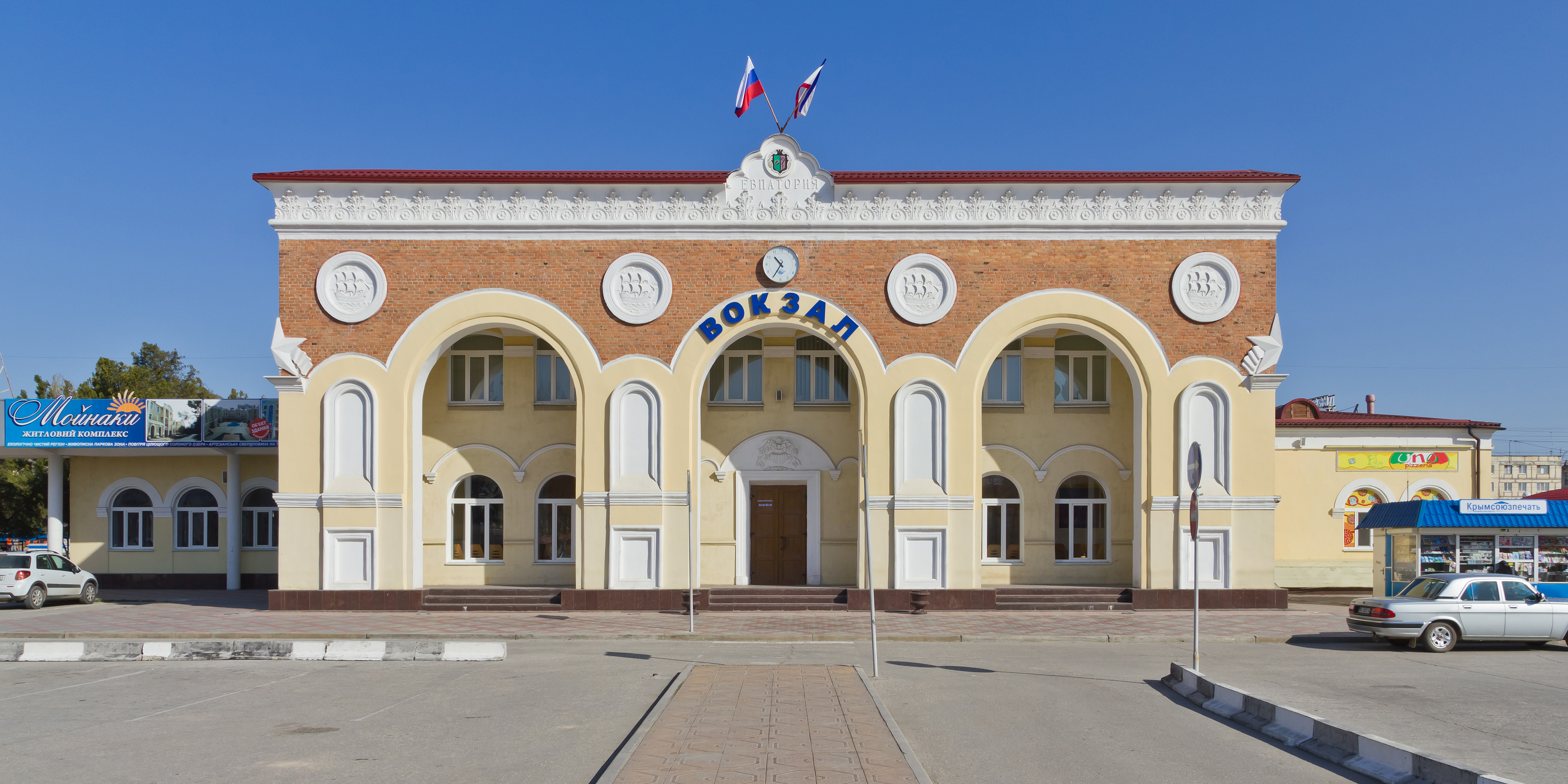
Євпаторія-Курорт
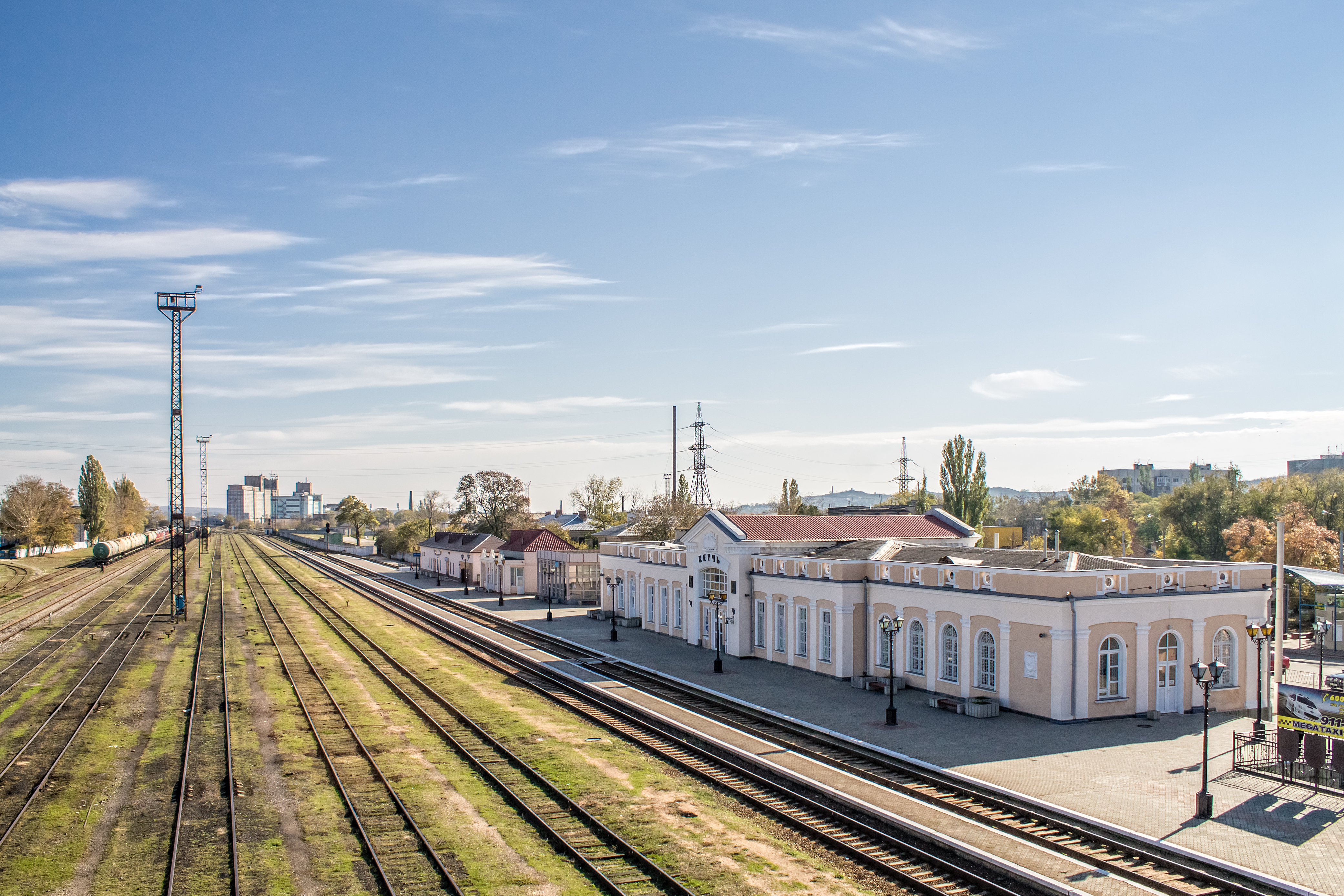
Керч
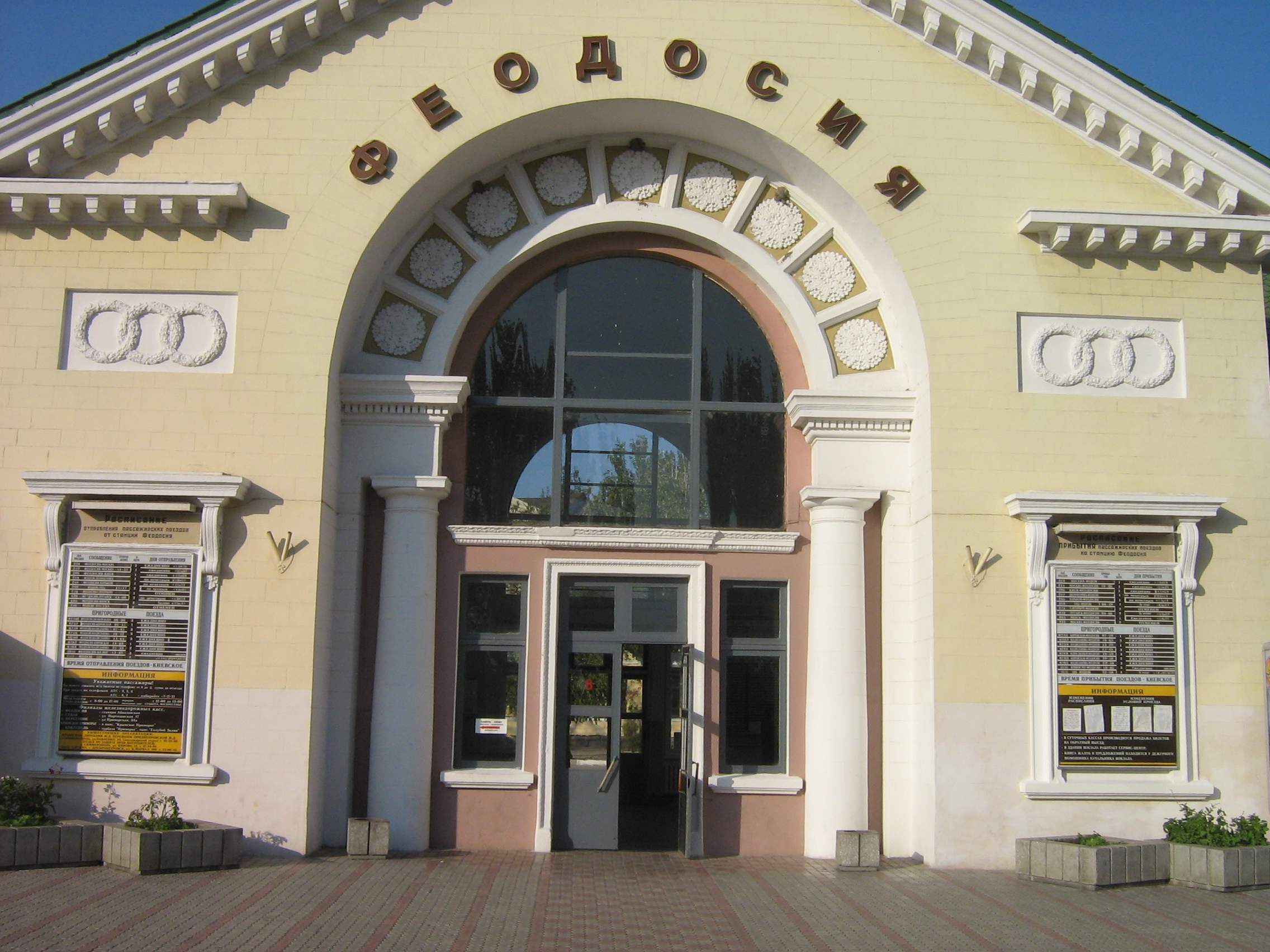
Феодосія